# Powiat wyszkowski

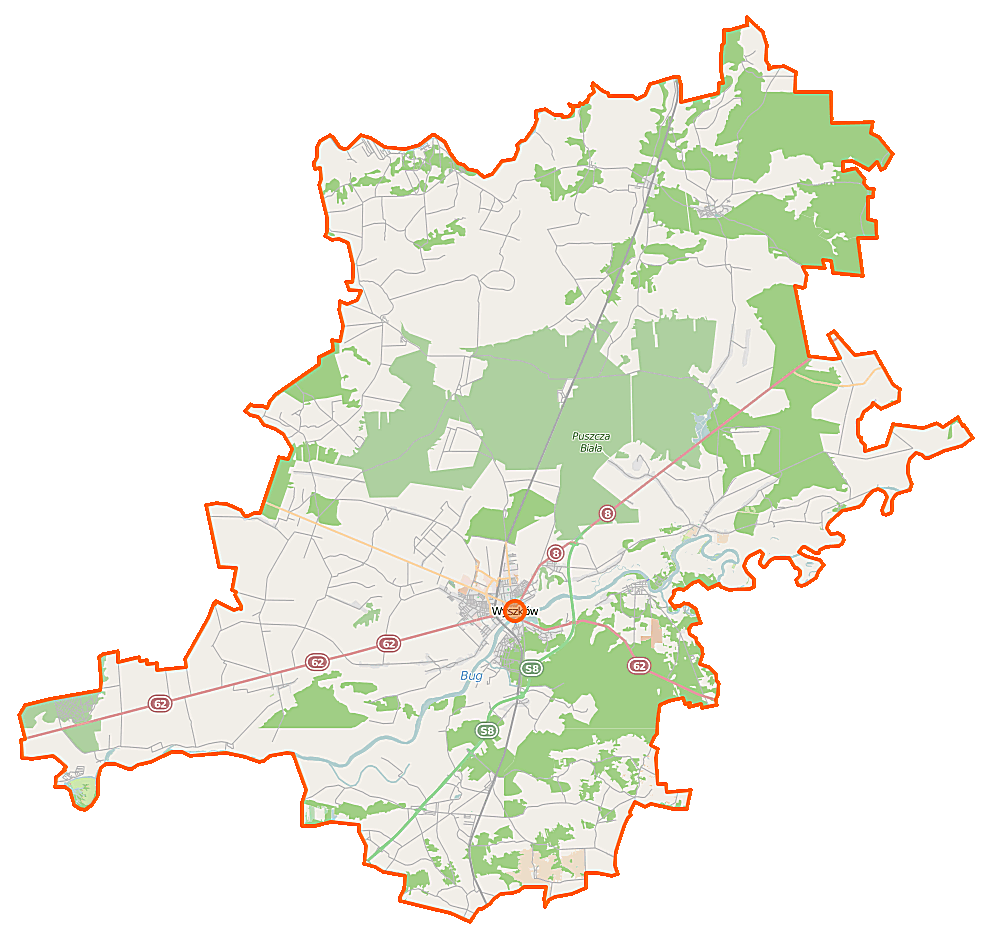
Mapa powiatu

Powiat wyszkowski – powiat w Polsce (w północno-wschodniej części województwa mazowieckiego), reaktywowany w 1999 roku w ramach reformy administracyjnej. Jego siedzibą jest miasto Wyszków.
Według danych z 31 grudnia 2019 roku powiat zamieszkiwało 74 220 osób. Natomiast według danych z 30 czerwca 2020 roku powiat zamieszkiwały 74 283 osoby.

## Podział administracyjny
W skład powiatu wchodzą:
- gminy miejsko-wiejskie: Wyszków
- gminy wiejskie: Brańszczyk, Długosiodło, Rząśnik, Somianka, Zabrodzie
- miasta: Wyszków

## Historia
Powiat wyszkowski został powołany dnia 1 stycznia 1956 roku w województwie warszawskim, czyli 15 miesięcy po wprowadzeniu gromad w miejsce dotychczasowych gmin (29 września 1954) jako podstawowych jednostek administracyjnych PRL. Na powiat wyszkowski złożyły się 1 miasto i 23 gromady, które wyłączono z trzech ościennych powiatów w tymże województwie:
- z powiatu pułtuskiego:
  - miasto Wyszków
  - gromady Bielino, Kręgi, Leszczydół Stary, Lubiel Nowy, Ochudno, Popowo Kościelne, Rybienko Leśne[5], Rybienko Nowe, Rząśnik, Somianka, Wielątki Nowe i Wola Mystkowska
- z powiatu ostrowskiego:
  - gromady Białebłoto-Kobyla, Blochy, Bosewo Stare, Brańszczyk, Budy Nowe, Chrzczanka Włościańska, Dalekie, Długosiodło i Trzcianka
- z powiatu wołomińskiego:
  - gromady Kamieńczyk i Lucynów Mały

1 stycznia 1957 roku do powiatu wyszkowskiego przyłączono gromadę Gwizdały z powiatu węgrowskiego.
Po zniesieniu gromad i reaktywacji gmin z dniem 1 stycznia 1973 roku powiat wyszkowski (który pod koniec składał się z zaledwie 12 gromad) podzielono na 1 miasto i 5 gmin:
- miasto Wyszków
- gminy Brańszczyk, Długosiodło, Rząśnik, Somianka i Wyszków

Po reformie administracyjnej obowiązującej od 1 czerwca 1975 roku terytorium zniesionego powiatu wyszkowskiego włączono do nowo utworzonego województwa ostrołęckiego. Od 1990 roku istniał Urząd Rejonowy w Wyszkowie. 1 lutego 1991 roku miasto i gminę Wyszków połączono we wspólną gminę miejsko-wiejską Wyszków.
Wraz z reformą administracyjną z 1999 roku w województwie mazowieckim przywrócono powiat wyszkowski, składający się z 6 gmin, które odczuwały najsilniejsze związki z Wyszkowem – siedzibą powiatu. W porównaniu z obszarem z początku 1975 roku powiat wyszkowski został zwiększony o gminę Zabrodzie (dawniej w powiecie wołomińskim, a następnie także w województwie ostrołęckim).

## Demografia

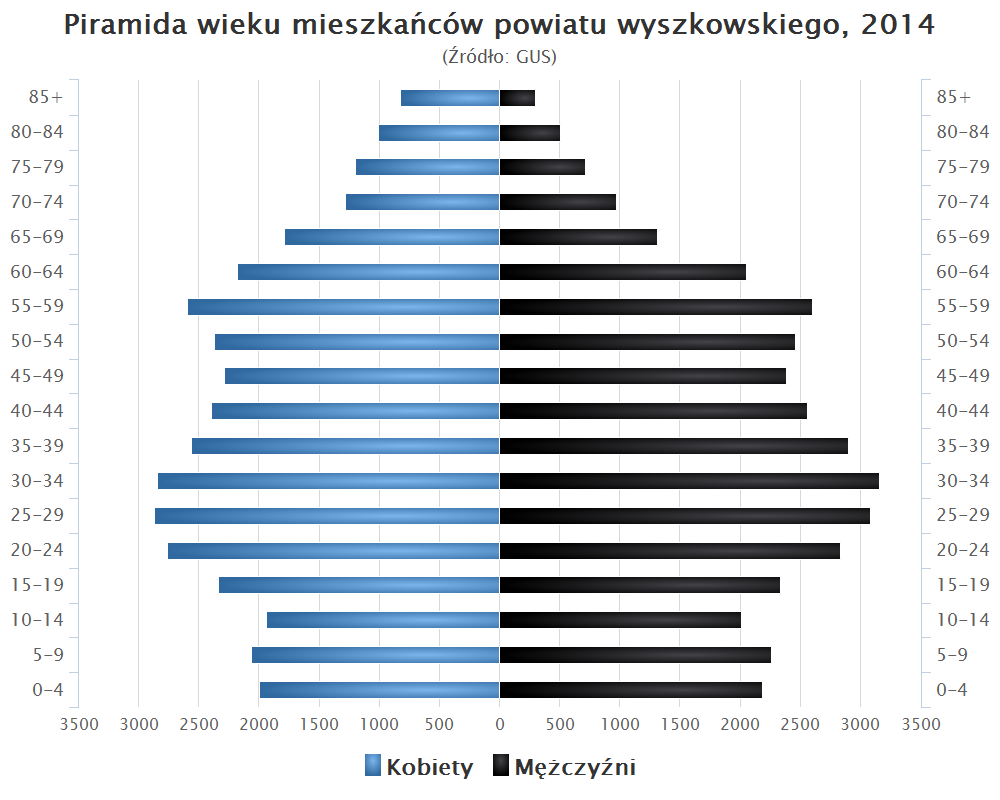
Piramida wieku mieszkańców powiatu wyszkowskiego w 2014 roku

Liczba ludności (dane z 30 czerwca 2005):
|        | Ogółem | Ogółem | Kobiety | Kobiety | Mężczyźni | Mężczyźni |
| osób   | %      | osób   | %       | osób    | %         |           |
| ------ | ------ | ------ | ------- | ------- | --------- | --------- |
| Ogółem | 71 626 | 100    | 36 230  | 50,58   | 35 396    | 49,42     |
| Miasto | 26 987 | 37,68  | 13 974  | 19,51   | 13 013    | 18,17     |
| Wieś   | 44 639 | 62,32  | 22 256  | 31,07   | 22 383    | 31,25     |

▶Wieś vs ▶miasto
Ogółem (▶k, ▶m)
Miasto (▶k, ▶m)
Wieś (▶k, ▶m)

## Walory turystyczne
Krajobraz Niziny Mazowieckiej urozmaicony jest przez doliny rzek: Bugu, Narwi i Liwca oraz lasy Puszczy Białej i Kamienieckiej. W Długosiodle (przy kościele) stoi sześćsetletni dąb szypułkowy „Jan” o obwodzie 680 cm.
Do najstarszych zabytków należą: kościół parafialny z 1793 r. i obelisk Wazów z 1655 r. w Wyszkowie, kościół z 1758 r. (zabytek klasy 0) z drewnianą dzwonnicą z 1768 r. w Barcicach, kościół z 1833 r. w Brańszczyku, pałac z XVIII w. w Dębinkach, zespół dworski z XVIII w. we wsi Głuchy, w którym urodził się Cyprian Kamil Norwid, drewniany dom z poł. XVIII w. w Jasieńcu (pod nr 9), zespół pałacowy w Kręgach z I poł. XIX w., kościół z lat 1836–1866 i zespół pałacowy z 1872 r. w Niegowie, pałac z XVIII w. i plebania z 1838 r. w Popowie Kościelnym i kościół z 1880 r. w Porębie.

## Sąsiednie powiaty
- powiat węgrowski
- powiat wołomiński
- powiat legionowski
- powiat pułtuski
- powiat makowski
- powiat ostrołęcki
- powiat ostrowski